# Tatia meesi
Tatia meesi es una especie de pez de la familia Auchenipteridae en el orden de los Siluriformes.

## Morfología
• Los machos pueden llegar alcanzar los 4,7 cm de longitud total.
- Número de  vértebras: 34.[1]

## Distribución geográfica
Se encuentran en Sudamérica: río Esequibo en Guayana.